# Der Vogelhändler
Der Vogelhändler je opereta o třech dějstvích rakouského skladatele Carla Zellera (19. červen 1842 – 17. srpen 1898) na libreto Moritze Westa (1840 – 1904) a Ludwiga Helda (1837 – 1900). Premiéra se konala 10. ledna 1891 ve Vídni, v divadle Theater an der Wien.

## Libreto
Předlohou k libretu byl vaudeville Ce que deviennent les roses autorů Victor Varin a Edmond de Biéville z roku 1857.
M. West (Moritz Nitzelberger. 1841 – 1904) spolu s Ludwigem Held (1837 – 1900) se jako libretisté podíleli skoro na všech operetách Carla Zeller. West a Zeller byli přátelé a strávili společně dovolenou v Tyrolsku kde se poprvé setkali s pravzorem zvolání Adama: „Grüß euch Gott, alle mitteinander". Toto poznání lidových prvků velmi prospělo jejich společnému dílu. Děj se však nekoná v Tyrolsku, jak by si někdo mohl myslet, ale ve Falcku (Pfalz), jedné z nejkrásnějších německých krajin napravo a nalevo od Rýna kolem města Mannheim. Tam v té době vládl kurfiřt Johann Wilhelm, který se v operetě objevuje. Jak malou úlohu měl v historii, tak málo se v operetě také vyskytuje. Libreto se svým divadelním, i když primitivně vykresleným kontrastem mezi vesnickým světem a dvorskou elegancí, je pod hodnotou hudby. Na dvůr s jeho ušlechtilou princeznou není pohlíženo satiricky, ale s přátelským respektem. Na tom také nic nemění ani parodie na profesory a velmi jasně ukázaná zkaženost Wepse a Stanislava.
Pokud dílo i přes slabiny textu stále působí, není to jen díky jednoduchosti Zellerových melodií (Wie mein Ahndl zwanzig Jahr, Schenkt man sich Rosen in Tirol) a jejich přirozené veselosti (Ich bin die Christel von der Post, Schau mir nur recht ins Gesicht), ale také fundované kompoziční technice, kterou se formují sbory i finále.

## Osoby a první obsazení
| Role                                     | Hlasový obor | Premiera 10.1.1891 |
| ---------------------------------------- | ------------ | ------------------ |
| Adam, ptáčník z Tyrolska                 | tenor        | Alexander Girardi  |
| Christel, listonoška                     | soprán       | Ilka Pálmay        |
| Marie, kurfiřtka                         | soprán       | Ottilie Collin     |
| Baronka Adelaide, dvorní dáma            |              |                    |
| Hraběnka Mimi, dvorní dáma               |              |                    |
| Baron Weps, pán lovu                     | tenor        | Sebastian Stelzer  |
| Hrabě Stanislav, jeho synovec, důstojník | tenor        | Rudolf del Zopp    |
| Süffle, profesor                         | tenor        |                    |
| Würmchen, profesor                       | baryton      | Hans Pokorny       |
| Schneck, starosta vesnice                | baryton      |                    |
| Frau Nebel, hostinská                    |              |                    |
| Jette, servírka                          |              |                    |
| Vesničané z Tyrolska a Falce             |              |                    |

## Děj operety
Příběh se odehrává v Porýní 18. století. Jedná se o mileneckou dvojici, ptáčníka Adama a listonošku Christel. Po řadě intrik a nedorozumění vše končí šťastně.

### První dějství
Kurfiřt oznámil, že se ve svém revíru vydá na lov divočáků. Pán lovu, baron Weps, vysvětluje neklidným farmářům, že pán za úplatu přehlédne jejich neustálé pytláctví a zřekne se i čestného doprovodu mladé dívky. Weps, který potřebuje hlavně peníze pro sebe a pro svého zadluženého synovce Stanislava (který se k jeho mrzutosti nechce oženit se starší, ale bohatou dvorní dámou Adelaide), se však krátce poté dozví, že jeho kurfiřtská milost se Rýnské Falci vyhne. Stanislav, aby zachránil peníze, se tedy rozhodne vydávat za kurfiřta.
Mezitím z Tyrolska dorazil ptáčník Adam se svými přáteli. Je zasnoubený s listonoškou Christel a těší se, že ji znovu uvidí. Nemůže se však ještě oženit, protože nemá pevné zajištění. Christel chce proto požádat kurfiřta, aby mu dal místo ředitele zvěřince. Když tedy potká Stanislava, který je v převleku za kurfiřta, předá mu petici. Ten Christel požádá, aby s ním své přání probrala v loveckém pavilonu. A i když tam Christel jeho dotěrnost odmítne, nakonec jí její přání splní. Když se Adam dozví, že jeho Christel byla u kurfiřta, rozzlobí se, protože má podezření, že s ním flirtovala.
Mezitím také dorazila kurfiřtka, převlečená za rolnickou dívku Marii, aby špehovala svého manžela, který je proslulým sukničkářem. Adam si myslí, že je to prostá dívka a vzdává jí hold. Její Výsost mu za odměnu dá kytici růží. To na něj udělá velký dojem a gesto považuje za vyznání lásky. Pak odmítá svou nic netušící Christel a věnuje svou pozornost domnělé rolnické dívce Marii.

### Druhé dějství
Ačkoli Adam před zkušební komisí úmyslně dává hloupé odpovědi profesorům Süfflemu a Würmchenovi, je na přání kurfiřtky jmenován ředitelem dvorního zvěřince. Když se Adam později s kurfiřtkou setká, považuje ji stále za prostou dívku, dokud mu náhoda neotevře oči. Mezitím kurfiřtka zjistila, že její manžel není ani přítomen, a s pomocí Christel odhalí viníka Stanislava. Adam mu sděluje trest: kasaci  důstojníka nebo sňatek s Christel. Ke zděšení Adelaide, která se už cítila být jeho nevěstou, si zbabělý Stanislav vybere manželství.

### Třetí dějství
Připravuje se svatba. Christel o manželství se Stanislavem nechce ani slyšet a touží po Adamovi. Ten, poté co ztratil svou nevěstu, je zdrcen. Chce odejít a na svou lásku, Christel. doma zapomenout. Ale všechno se znovu v dobré obrátí. Nejprve Weps navrhne sňatek čekající dvorní dámě Adelaidě a nakonec se smíří také Christel s tvrdohlavým Adamem a oba se společně odstěhují do Tyrolska.

## Hudební čísla
Nr. 1 Introdukce (úvodní scéna): Hurrah Nur her.... (Schneck, Weps, sbor)
Nr. 2 Píseň: Grüß euch Gott alle miteinander (Adam, sbor)
Nr. 3 Duet: Als die Welt voll Rosen hing (Stanislav, Weps)
Nr. 4 Fröhlich Pfalz Gott erhalts (kurfiřtka, Adelaide, sbor)
Nr. 5 Píseň: Ich bin die Christel von der Post (Christel)
Nr. 6 Trio: Ach ihre Reputation (Christel, Stansislav, Weps)
Nr. 7 Finále I: Vivat! Hoch! Hurra! - Schenkt man sich Rosen in Tirol - Adam, Adam - B'hüt dich Gott (všichni)
Nr. 8 Introdukce ke 2. dějství: Haben Sie gehört? - Man munkelt (Weps, sbor)
Nr. 9 Duet: Ich bin der Prodekan (Süffle, Würmchen)
Nr. 10 Trio: Bescheiden mit verschämten Wangen - Nur Contenance, nur Patience (kurfiřtka, Christel, Adelaide)
Nr. 11 Duet: Mir scheint ich kenn dich spröde Fee - Schau mir nur recht ins Gesicht (Stanislav, Christel)
Nr. 12 Finále II: Wir spiel'n bei Hof gar heut - Wie mein Ahnl zwanzig Jahr - Juhuhuhui was Lustig's jetzt (všichni)
Nr. 13 Mezihra (orchester)
Nr. 14 Píseň: Als geblüht der Kirschenbaum (kurfiřtka)
Nr. 15 Kuplet (obvykle se vynechává)
Nr. 16 Trio: Kämpfe nie mit Frau'n (Christel, Stanislav, Adam)
Nr. 17 Finále III: B'hüt em Gott, alle miteinander - Ja man kann sich leicht blamieren (všichni)
Některá ze sedmnácti čísel partitury (z nichž všechna nabízí melodickou, příjemnou a lichotivou hudbu), obletěla celý svět, jako: Grüß euch Gott alle miteinander, Ich bin die Christel von der Post, Schenkt man sich Rosen in Tirol a Fröhlich Pfalz, Gott erhalt’s. Nahrávek písně Adama: Wie mein Ahn’l zwanzig Jahr (s refrénem No amal, no amal sing nur sing, Nachtigall!) se během několika měsíců prodalo 200 000 kusů.

## Inscenační historie
Premiéra se konala 10. ledna 1891 v divadle Theater an der Wien ve Vídni se slavným vídeňským hercem a zpěvákem Alexandrem Girardim v hlavní roli. Dílo se také hrálo v Theatre Royal, Drury Lane v Londýně v roce 1895 a v Casino Theatre v New Yorku v roce 1891 (jako The Tyrolean). Der Vogelhändler je jedním z půl tuctu operet, které se od svého prvního představení neustále prosazují v repertoáru německy mluvících divadel.
Česká premiéra se konala ve Švandově divadle v Plzni dne 29.1.1892 s názvem Ptáčník. Titulní roli hrál činoherec Alois Charvát. Ptáčník v české verzi nesměl do Prahy, kde ho již několik měsíců dávalo německé divadlo. Teprve po desítkách let,zejména po druhé světové válce, mělo dílo svou slávu i v Česku. Národní divadlo moravskoslezské je dávalo v letech 1967, 1984 a 2004.
Dílo bylo několikrát zfilmováno, například v roce 1953 (Gerhard Riedmann, Ilse Werner, Wolf Albach-Retty, Eva Probst) a 1962 (Cornelia Froboess, Peter Weck, Maria Sebaldt, Rudolf Platte). První filmová adaptace pochází z roku 1908.

## Instrumentace
Flétna, hoboj, 2 klarinety, fagot, 2 lesní rohy, 2 trubky, 2 pozouny, perkuse, harfa, housle, činely, zvonky, tympány, triangl a 2 citery.